# Kang Jinmo

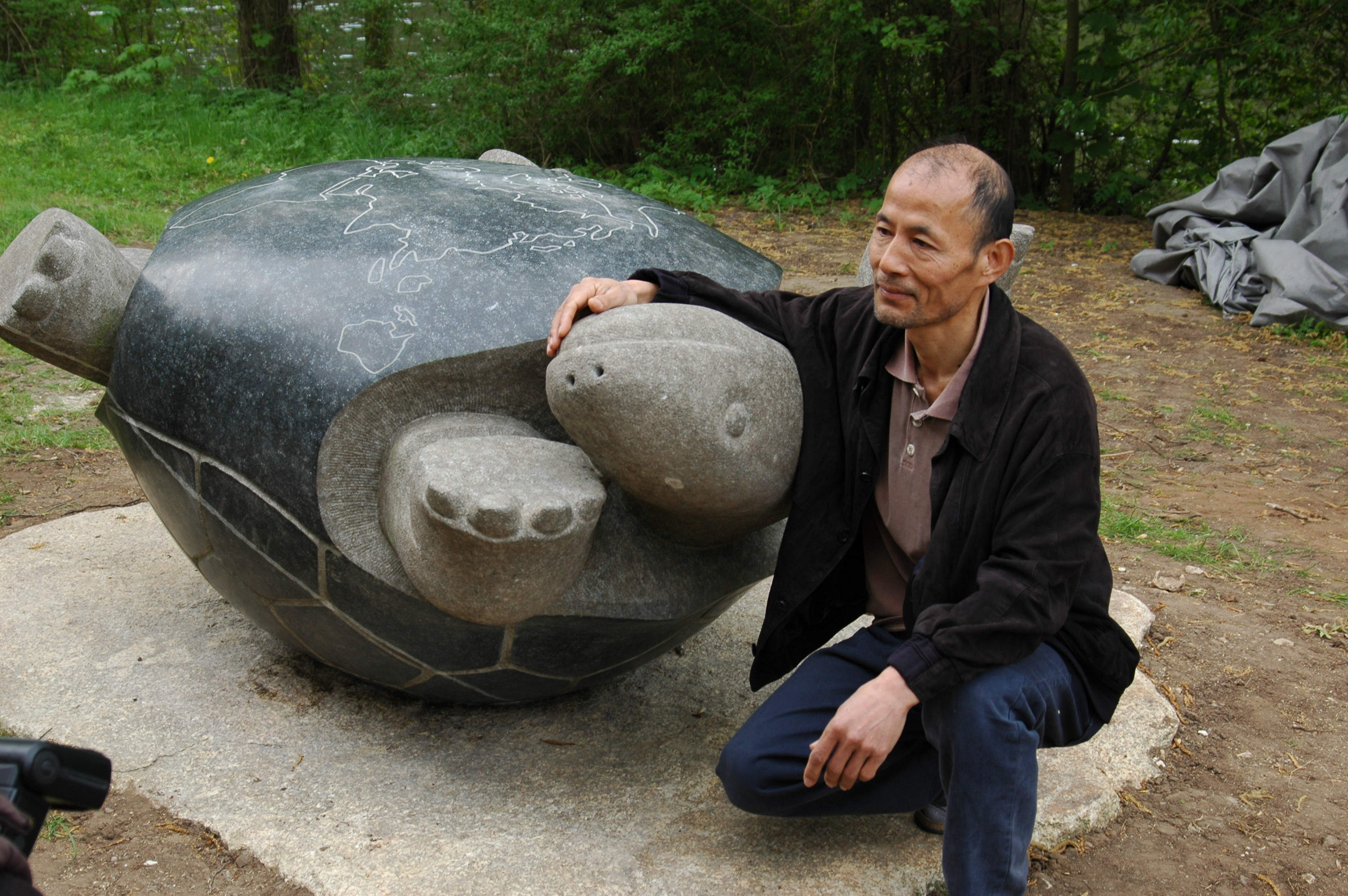
Kang Jinmo mit auf dem Rücken liegender Schildkröte 2011 in Bamberg

Kang Jinmo (koreanisch 강진모) (* 1956 in Iksan, Südkorea) ist ein südkoreanischer Bildhauer und Maler.

## Leben
Kang Jinmo studierte von 1977 bis 1984 Kunst am Hongik Fine Art College der Hongik-Universität (홍익대학교) in Seoul, Südkorea, das er mit dem Bachelor of Fine Arts abschloss. Das anschließenden Masterstudium an der Hongik Fine Art Graduate School beendete er 1987 und zog noch im selben Jahr nach Deutschland, um an der Akademie der Bildenden Künste München als Meisterschüler bei Leo Kornbrust bis 1993 ein weiteres Kunststudium zu absolvieren. Von 1993 bis 2002 lebte und arbeitete er in Mayen in der Eifel und zog danach nach Hattingen an der Ruhr, wo er seitdem künstlerisch arbeitet. Er ist verheiratet mit der deutschen Koreanistin Marion Eggert.

## Werk

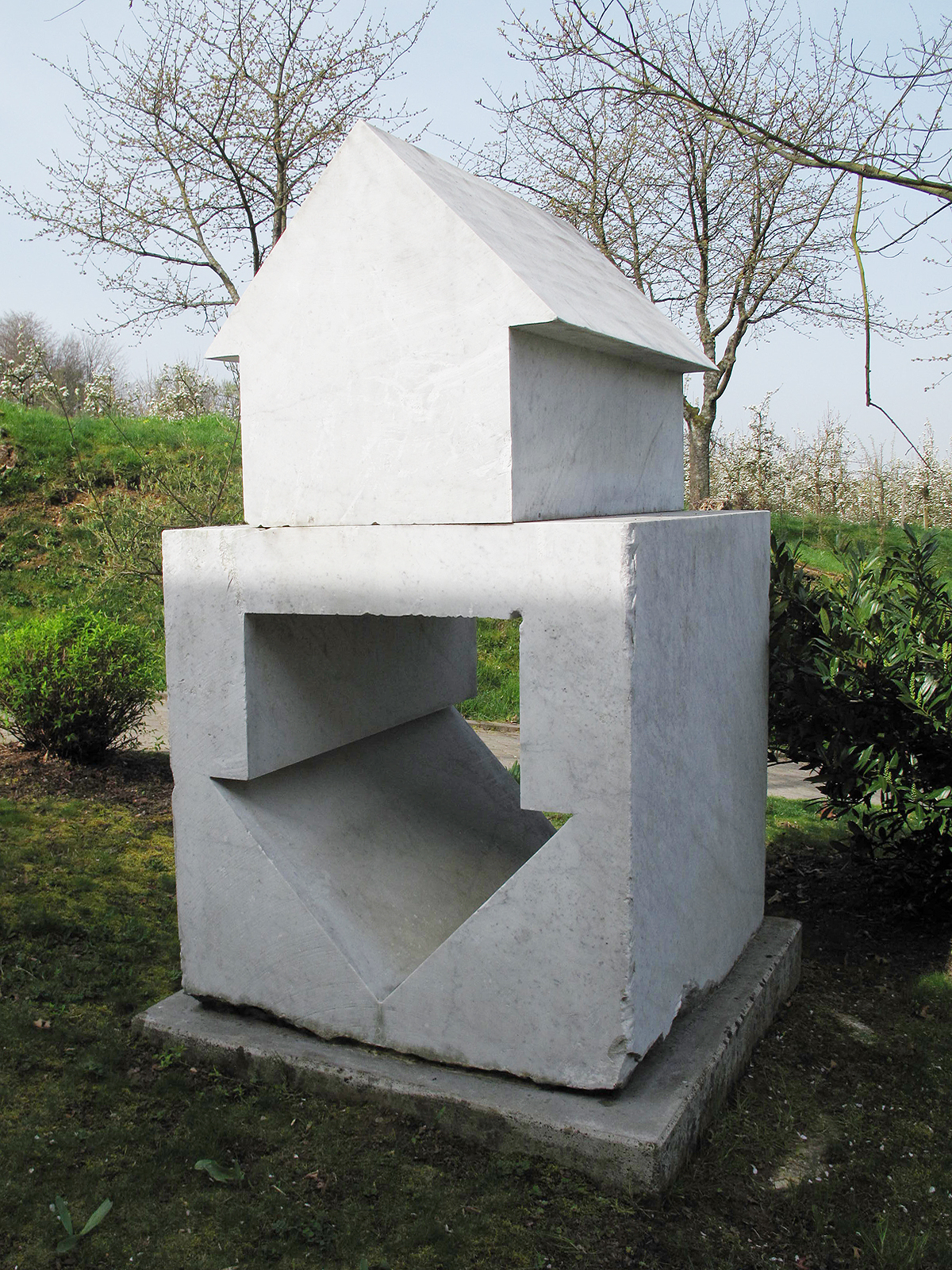
Negativ und Positiv (2000), Durbach

Kang arbeitet vorzugsweise mit Stein (Basalt, schwarzer Granit), Glas bzw. Spiegelglas und Holz. Dabei entwickelte er ungewöhnliche Techniken, etwa das Herausarbeiten von skulpturaler Formen aus dem Innenraum von aus geklebten Glasplatten hergestellten massiven Glaskörpern, oder die Gegenüberstellung von aus Steinblocks herausgeschnittenen Formen mit den wieder zusammengeklebten Resten. Herausragendes Thema seiner Arbeit ist die Verbindung von Gegensätzen (innen-außen, Form-Idee), insbesondere die Gegenüberstellung von natürlichen und menschengemachten Objekten, etwa in seinen "Porträts" von Findlingen und Bäumen. Dieses Kompositionsprinzip ging auch in seine Malerei ein, die besonders in den Jahren 2002 bis 2008 entstand. Zahlreiche Skulpturen von Kang stehen im öffentlichen Raum in Deutschland, Südkorea und Japan.
Zum 25. Jahrestag der Nuklearkatastrophe von Tschernobyl schuf Kang eine Skulptur einer auf dem Rücken liegenden Schildkröte, die vom Bund Naturschutz in Bayern in Bamberg in Erinnerung an die Opfer der Katastrophe enthüllt wurde. Die Schildkröte aus schwarzem Granit mit einer Weltkarte auf dem Bauch symbolisiert die Hilflosigkeit gegenüber der atomaren Verseuchung weiter Teile Europas nach der Reaktorkatastrophe im April 1986.

## Auszeichnungen und Preise
- 1984 - 1. Preis, Absolventen-Ausstellung am Hongik Fine Art College, Seoul
- 1988 - 2. Preis, Chernobyl Memorial, Hof, Deutschland
- 1990 - 1. Preis, Kardinal-Wetter-Förderpreis, München
- 1992 - 2. Preis, Wettbewerb "Tod und Auferstehung", Danner-Stiftung München
- 1992 - 1. Preis, Wettbewerb "Work-Art", Bosch-Stiftung, Stuttgart
- 2000 - 1. Preis, Awaji Yumebutai Sculpture Park, Japan[4]

## Ausstellungen mit Katalog
- 1991 – Galerie Maria Wilkens, Köln
- 1993 – Galerie Hans-Jürgen Niepel, Düsseldorf
- 1994 – Städtische Galerie Neunkirchen
- 2000 – Stadtmuseum Mia-Münster-Haus, St. Wendel
- 2011 – Kunstkeller Bern
- 2011 – "back to the roots", Museum Biedermann, Donaueschingen (Gruppenausstellung)